# Langue des signes de Ban Khor
La langue des signes de Ban Khor (LSBK) est une langue des signes de village employée par environ 1 000 personnes issues d’une communauté de cultivateurs de riz des villages de Ban Khor et Plaa Pag, dans une région reculée de l’Isan (au nord-est de la Thaïlande).

## Description
Ban Khor et Plaa Pag emploient deux dialectes différents possédant à peu près 80 % de signes en commun. Ils se sont développés il y a environ 60 à 80 ans, en réponse au nombre élevé d’autochtones sourds. De premières observations ont suggéré sans pouvoir l’affirmer qu’il pouvait s’agir d’un isolat, indépendant des autres langues des signes autochtones de Thaïlande telles que l'ancienne langues des signes de Bangkok et la langue des signes nationale thaïe.
La langue des signes nationale thaïe exerce une influence croissante sur la LSBK.

## Autres langages des signes locaux
On rapporte également deux autres langues des signes dans la région de Ban Khor : dans les villages de Huay Hai et Na Sai. Toutefois, ils n’ont pas été étudiés et il n’est donc pas possible de déterminer s’il s’agit de dialectes du LSBK, tel le dialecte de Plaa Pag, ou de langues distinctes.